# Campeonato europeo de hockey sobre patines masculino de 1979
El XXXIV Campeonato europeo de hockey sobre patines masculino de 1979 se celebró en Barcelona (España) del 17 al 24 de noviembre de 1979. Fue organizado por el Comité Europeo de Hockey sobre Patines. La selección de España ganó su sexto título.

## Equipos participantes
|              |
| Alemania     |
| Bélgica      |
| España       |
| Francia      |
| Inglaterra   |
| Italia       |
| Países Bajos |
| Portugal     |
| Suiza        |

## Resultados
|              | Bandera de Portugal | Bandera de España | Bandera de los Países Bajos | Bandera de Alemania | Bandera de Italia | Bandera de Bélgica | Bandera de Suiza | Bandera de Inglaterra | Bandera de Francia |
| ------------ | ------------------- | ----------------- | --------------------------- | ------------------- | ----------------- | ------------------ | ---------------- | --------------------- | ------------------ |
| Portugal     |                     |                   |                             |                     |                   |                    |                  |                       |                    |
| España       | 2-1                 |                   |                             |                     |                   |                    |                  |                       |                    |
| Países Bajos | 1-4                 | 1-5               |                             |                     |                   |                    |                  |                       |                    |
| Alemania     | 1-6                 | 4-7               | 4-6                         |                     |                   |                    |                  |                       |                    |
| Italia       | 2-4                 | 1-3               | 2-1                         | 3-3                 |                   |                    |                  |                       |                    |
| Bélgica      | 1-6                 | 0-7               | 1-3                         | 0-4                 | 0-8               |                    |                  |                       |                    |
| Suiza        | 0-0                 | 0-10              | 3-5                         | 1-1                 | 0-2               | 7-1                |                  |                       |                    |
| Inglaterra   | 1-11                | 1-2               | 1-2                         | 1-6                 | 1-6               | 2-5                | 1-11             |                       |                    |
| Francia      | 1-8                 | 3-5               | 2-7                         | 2-2                 | 0-6               | 1-10               | 1-1              | 9-3                   |                    |

## Clasificación
| Equipo       | Pts | PJ | PG | PE | PP | GF | GC | DG  |
| ------------ | --- | -- | -- | -- | -- | -- | -- | --- |
| España       | 16  | 8  | 8  | 0  | 0  | 41 | 11 | +30 |
| Portugal     | 13  | 8  | 6  | 1  | 1  | 40 | 9  | +31 |
| Italia       | 11  | 8  | 5  | 1  | 2  | 30 | 12 | +18 |
| Países Bajos | 10  | 8  | 5  | 0  | 3  | 26 | 22 | +4  |
| Suiza        | 7   | 8  | 2  | 3  | 3  | 23 | 21 | +2  |
| Alemania     | 7   | 8  | 2  | 3  | 3  | 25 | 26 | -1  |
| Bélgica      | 4   | 8  | 2  | 0  | 6  | 18 | 38 | -20 |
| Francia      | 4   | 8  | 1  | 2  | 5  | 19 | 42 | -23 |
| Inglaterra   | 0   | 8  | 0  | 0  | 8  | 11 | 52 | -41 |